# Gabriele Invernizzi
Gabriele Invernizzi (Lecco, 17 agosto 1913 – Como, 18 aprile 1997) è stato un politico e partigiano italiano.

## Biografia
Partigiano rifugiato sui monti del lecchese, al termine della seconda guerra mondiale viene eletto nelle file del Partito Comunista Italiano nella I, II e III legislatura della Repubblica.